# Index TIOBE

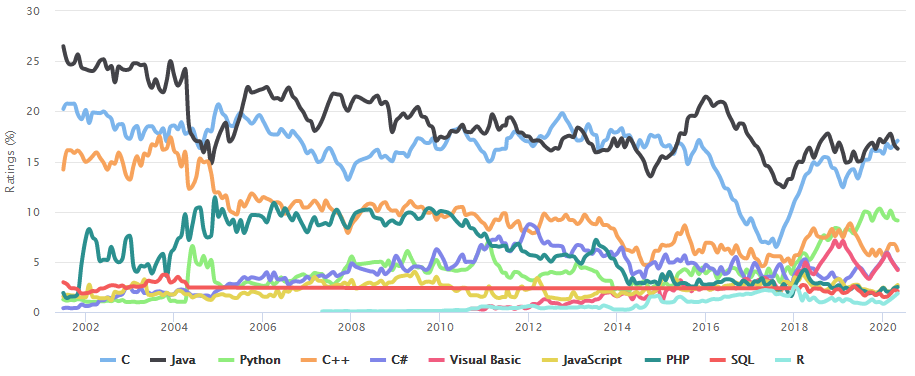
Graphique représentant l'index TIOBE qui compare la popularité de différents langages de programmation.

L'index TIOBE (The Importance Of Being Earnest, d'une pièce d'Oscar Wilde) mesure la popularité des langages de programmation en se basant sur le nombre de pages web retournées par les principaux moteurs de recherche lorsqu'on leur soumet le nom du langage de programmation. Il est mis à jour une fois par mois et donne l'historique depuis 2002. Le langage ayant la plus forte croissance dans l'année est nommé « langage de l'année ».
L'index TIOBE est issu de l'entreprise TIOBE Software BV basée aux Pays-Bas, à Eindhoven.

## Classement
Le classement officiel actuel qui comprend 100 langages est disponible sur le site de TIOBE.
| Classement | Langage                | Note    | Classement précédent (mai 2024) |
| ---------- | ---------------------- | ------- | ------------------------------- |
| 1          | Python                 | 25,87 % | 1                               |
| 2          | C++                    | 10,68 % | 2                               |
| 3          | C                      | 9,47%   | 3                               |
| 4          | Java                   | 8,84 %  | 4                               |
| 5          | C#                     | 4,69 %  | 5                               |
| 6          | JavaScript             | 3,21 %  | 6                               |
| 7          | Go                     | 2,28 %  | 7                               |
| 8          | Visual Basic           | 2,20 %  | 9                               |
| 9          | Delphi / Pascal Object | 2,15 %  | 11                              |
| 10         | Fortran                | 1,86 %  | 10                              |
| 11         | Ada                    | 1,70 %  | 25                              |
| 12         | SQL                    | 1,55 %  | 8                               |
| 13         | Perl                   | 1,47 %  | 27                              |
| 14         | R                      | 1,39 %  | 21                              |
| 15         | PHP                    | 1,25 %  | 15                              |
| 16         | Scratch                | 1,19 %  | 16                              |
| 17         | MATLAB                 | 1,13 %  | 14                              |
| 18         | Rust                   | 0,97 %  | 17                              |
| 19         | Assembleur             | 0,91 %  | 13                              |
| 20         | COBOL                  | 0,89 %  | 20                              |